# دن شومرون
دن شومرون (انگلیسی: Dan Shomron؛ ۵ اوت ۱۹۳۷ – ۲۶ فوریهٔ ۲۰۰۸) سپهبد نیروهای دفاعی اسرائیل بود، که در فاصله سال‌های ۱۹۸۷ تا ۱۹۹۱ به‌عنوان سیزدهمین رئیس ستاد کل نیروهای دفاعی اسرائیل فعالیت می‌کرد.
شومرون فعالیت نظامی را از سال ۱۹۵۵ در نیروی زمینی اسرائیل آغاز کرد، از ۱۹۷۴ تا ۱۹۷۶ فرمانده تیپ ۳۵ چترباز بود، از ۱۹۷۶ تا ۱۹۷۸ به‌عنوان فرمانده سپاه پیاده اسرائیل فعالیت می‌کرد و در فاصله سال‌های ۱۹۷۸ تا ۱۹۸۲ فرماندهی جنوبی اسرائیل را برعهده داشت.
وی از ۱۹۸۳ تا ۱۹۸۵ به‌عنوان نخستین فرمانده نیروی زمینی اسرائیل فعالیت می‌کرد و در فاصله سال‌های ۱۹۸۵ تا ۱۹۸۷ جانشین رئیس ستاد کل نیروهای دفاعی اسرائیل بود و با حفظ سمت، ریاست اداره عملیات ستاد کل را برعهده داشت.